# The City of New York vs. Homer Simpson
«The City of New York vs. Homer Simpson» (с англ. — «Нью-Йорк против Гомера Симпсона») — первый эпизод девятого сезона «Симпсонов». Премьерный показ состоялся 21 сентября 1997 года. Он рассказывает о посещении Симпсонами Нью-Йорка.

## Сюжет
Как обычно, по вечерам, завсегдатаи таверны Мо собираются, чтобы выпить пива. Но в этот раз Мо ставит им условие: один из них должен остаться трезвым, чтоб потом развести всех по домам. Такое условие Мо выдвинул потому, что получил от полиции предупреждение: 91 % ДТП в Спрингфилдe происходит по вине шестерых его постоянных клиентов. Кто будет «трезвым водителем», должен решить жребий. В этот день его вытягивает Барни Гамбл.
Находиться в таверне Мо и при этом оставаться трезвым для Барни является ужасным мучением. Вдобавок именно в этот день Даффмен вручает Барни приз за его участие в конкурсе пива «Дафф»: целую бочку пива. Страдания продолжаются, когда он на машине Гомера Симпсона развозит по домам своих пьяных собутыльников. Наконец, когда он привозит домой Гомера Симпсона, у него случается нервный срыв. На пьяную просьбу Гомера пригнать его машину завтра утром и «положить её под коврик» Барни отвечает: «Да… Завтра…» и уезжает.
Возвращается в Спрингфилд он только через два месяца, пьяный, и говорит Гомеру, что не помнит, где оставил его машину.
В тот же день Гомеру приходит письмо из Нью-Йорка. В нем сообщается, что его автомобиль незаконно припаркован у Башен-близнецов Всемирного торгового центра и предлагается в течение трех дней забрать его, иначе он будет утоплен в Ист-Ривер. К общему недоумению семьи, Гомер не стремится в Нью-Йорк. На требование пояснить своё поведение Гомер рассказывает историю, как однажды он проезжал транзитом через Нью-Йорк. Там у него украли фотоаппарат, багаж и бумажник, он повздорил с одним нью-йоркцем, от которого ему пришлось спасаться бегством, и, наконец, на него напали подземные каннибалы.
Однако семья не разделяет пессимизма Гомера. Напротив, они считают, что это отличный шанс побывать в Нью-Йорке, где они до этого ни разу не были. С неохотой Гомер соглашается отправиться в Нью-Йорк на автобусе.
После приезда в Нью-Йорк Гомер отправляется к ВТЦ, а его семья — на экскурсию по городу.
Прибыв на место, Гомер видит, что на лобовом стекле его машины скопилось множество штрафных квитанций за неправильную парковку, а на переднее колесо надет специальный противоугонный башмак. Ожидая офицера полиции, имеющего право снять этот башмак, Гомер ощущает необходимость сходить в туалет. Единственный туалет поблизости — на смотровой площадке Северной башни. К несчастью, офицер приходит именно тогда, когда Гомер находится в туалете. Не дождавшись хозяина машины, он выписывает очередную квитанцию и уходит. Всё это Гомер видит в окне с верхнего этажа башни ВТЦ.
Гомер решает во что бы то ни стало выбираться из Нью-Йорка. Он пытается уехать на своей машине, игнорируя башмак, из-за чего ломается крыло машины. Спустя некоторое время он при помощи отбойного молотка снимает башмак с колеса, при этом едва не разрушив машину окончательно. Заехав в Центральный парк Нью-Йорка и забрав там свою семью, Гомер уезжает из города.

## Культурные отсылки
- В начальной заставке Симпсоны одеты в форму команды «Harlem Globetrotters». Во время заставки звучит официальная мелодия команды, «Sweet Georgia Brown»[1].
- Даффмен появляется в таверне Мо под звуки песни «Oh Yeah» группы «Yello»[2]. В данной сцене используется игра слов: слыша слова песни «о да», Барни восклицает «О нет!.. Нет! Только не сегодня!»
- Главный актер бродвейского мюзикла, который смотрела Мардж с детьми — отсылка к Роберту Дауни, который во время создания серии лечился от кокаиновой зависимости так же, как и персонаж мюзикла[3][4].
- Сцена, где Гомер обгоняет карету в Центральном парке — отсылка к аналогичной сцене в фильме «Бен-Гур»[1][5].
- В этой же сцене, где Гомер едет на машине через Центральный парк, сшибая все на своем пути, есть отсылка на «Крепкий орешек 3», вышедший двумя годами раньше.
- В финальной сцене, когда Симпсоны покидают Нью-Йорк, звучит песня из фильма «Нью-Йорк, Нью-Йорк»[1].
- Во время флешбэка играет The Entertainer, знаменитая мелодия из фильма «Афера»[1]. Человек, выбрасывающий из окна мусор на Гомера, — Вуди Аллен[1].
- Свои воспоминания Гомер завершает фразой «…а потом на меня напали подземные каннибалы» (англ.  …and that's when the C.H.U.D.s came at me). Это отсылка к американскому фильму ужасов 1984 года «Каннибалы-гуманоиды из подземелий» (англ. C.H.U.D. (Cannibalistic Humanoid Underground Dwellers))[5].

## Интересные факты
- Автор сценария Иэн Макстон-Грэм, бывший житель Нью-Йорка, описал, по его собственным словам, «классическую манхэттенскую проблему» — поиск потерянной машины[3].
- Художники-мультипликаторы поставили перед собой цель изобразить Нью-Йорк с максимальной точностью. Дэвид Сильверман специально ездил в Нью-Йорк и сделал там сотни фотографий, в основном окрестностей ВТЦ[2]. На основе этих фотографий Ланс Уайлдер и его команда создали достоверные виды города, включая мелкие детали, такие, как дорожные знаки, здания, улицы и даже лифтовые кабины Башен-близнецов[2][6][7].
- Песня «You’re Checkin' In» из мюзикла в данной серии в 1998 году получила премию Эмми[8] в номинации «Выдающиеся индивидуальные достижения в музыке и стихах», а также премию Энни[9] в номинации «Выдающаяся музыка в мультипликационных фильмах».
- Финальная сцена эпизода имитирует съемку с вертолета — камера постепенно переходит с автомобиля на панорамный вид города. Для создания этого спецэффекта была создана компьютерная модель моста, виды на которую были распечатаны с различных ракурсов, а затем на их основе были созданы кадры анимации. При этом в кадры попали артефакты, получающиеся при распечатке компьютерных изображений[6]
- После 11 сентября 2001 года эпизод был на некоторое время изъят из сериала[2]. Впоследствии он был возвращен, однако не полностью[7]: была исключена сцена, в которой сотрудник ВТЦ из Южной башни кричал в окно Гомеру «Они там все придурки в Башне 1» (англ. They stick all the jerks in Tower One!). Билл Оукли назвал этот инцидент «прискорбным»[2].

## Первое появление
В этой серии впервые появился Даффмен.